# Vardakar
Vardakar ou Vardaqar (en arménien Վարդաքար) est une communauté rurale du marz de Shirak en Arménie. En 2008, elle compte 690 habitants.